# Epidemia claytoni
Epidemia claytoni är en fjärilsart som beskrevs av Lincoln Pierson Brower 1941. Epidemia claytoni ingår i släktet Epidemia och familjen juvelvingar. Inga underarter finns listade i Catalogue of Life.